# Tratado de paz entre Israel e os Emirados Árabes Unidos
O tratado de paz entre Israel e os Emirados Árabes Unidos, oficialmente conhecido como Tratado de Paz Abraão: Tratado de Paz, Relações Diplomáticas e Normalização Total entre os Emirados Árabes Unidos e o Estado de Israel, é um acordo de paz entre Israel e os Emirados Árabes Unidos (EAU) esboçado em 13 de agosto de 2020 e assinado em 15 de setembro de 2020. Os EAU foram o terceiro país do mundo árabe, depois do Egito em 1979 e da Jordânia em 1994, a normalizar formalmente seu relacionamento com Israel, bem como o primeiro país do Golfo Pérsico a fazê-lo. Simultaneamente, Israel concordou em suspender os planos de anexação da Cisjordânia.

## Antecedentes

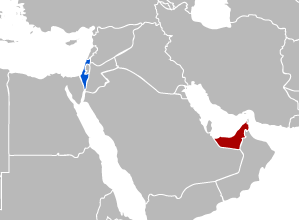
Localização de Israel (azul) e dos EAU (vermelho) dentro do Oriente Médio.

Em 1971, ano em que os Emirados Árabes Unidos (EAU) se tornaram um país independente, o primeiro presidente dos EAU, o xeque Zayed bin Sultan al Nahayan, havia se referido a Israel como "o inimigo". Em novembro de 2015, Israel anunciou que iria abrir um escritório diplomático nos EAU, a primeira vez em mais de uma década que Israel teve uma presença oficial no Golfo Pérsico. Em agosto de 2019, o ministro das Relações Exteriores de Israel fez uma declaração pública sobre a cooperação militar com os EAU em meio ao aumento das tensões com o Irã.
Nos meses que antecederam o tratado, Israel trabalhou em segredo com os EAU para combater a pandemia de COVID-19. Os meios de comunicação social europeus informaram que o Mossad obteve discretamente equipamentos de saúde dos Estados do Golfo Pérsico. Benjamin Netanyahu, o primeiro-ministro de Israel, relatou no final de junho de 2020 que os dois países estavam cooperando para combater o coronavírus e que o chefe do Mossad, Yossi Cohen, havia viajado várias vezes aos EAU. No entanto, os EAU pareceram minimizar isso algumas horas depois, revelando que se tratava apenas de um tratado entre empresas privadas, e não de nível estatal.
A medida também ocorre após o término do acordo nuclear com o Irã pelo governo Trump e aumentou as preocupações israelitas sobre o desenvolvimento de um programa nuclear iraniano, o que Teerã nega. Atualmente, o Irã apoia diferentes facções em guerras por procuração da Síria ao Iêmen, onde os EAU apoiaram a coalizão liderada pelos sauditas contra as forças alinhadas com o Irã que lutam por aquela região. Nos últimos anos, as relações informais dos países se aqueceram consideravelmente e eles se envolveram em uma ampla cooperação não oficial com base em sua oposição conjunta ao programa nuclear do Irã e à influência regional.
O tratado também é oficialmente chamado de "Tratado Abraão" em homenagem a Abraão, o patriarca das três principais religiões abraâmicas do mundo — judaísmo, islamismo e cristianismo.

## Tratado

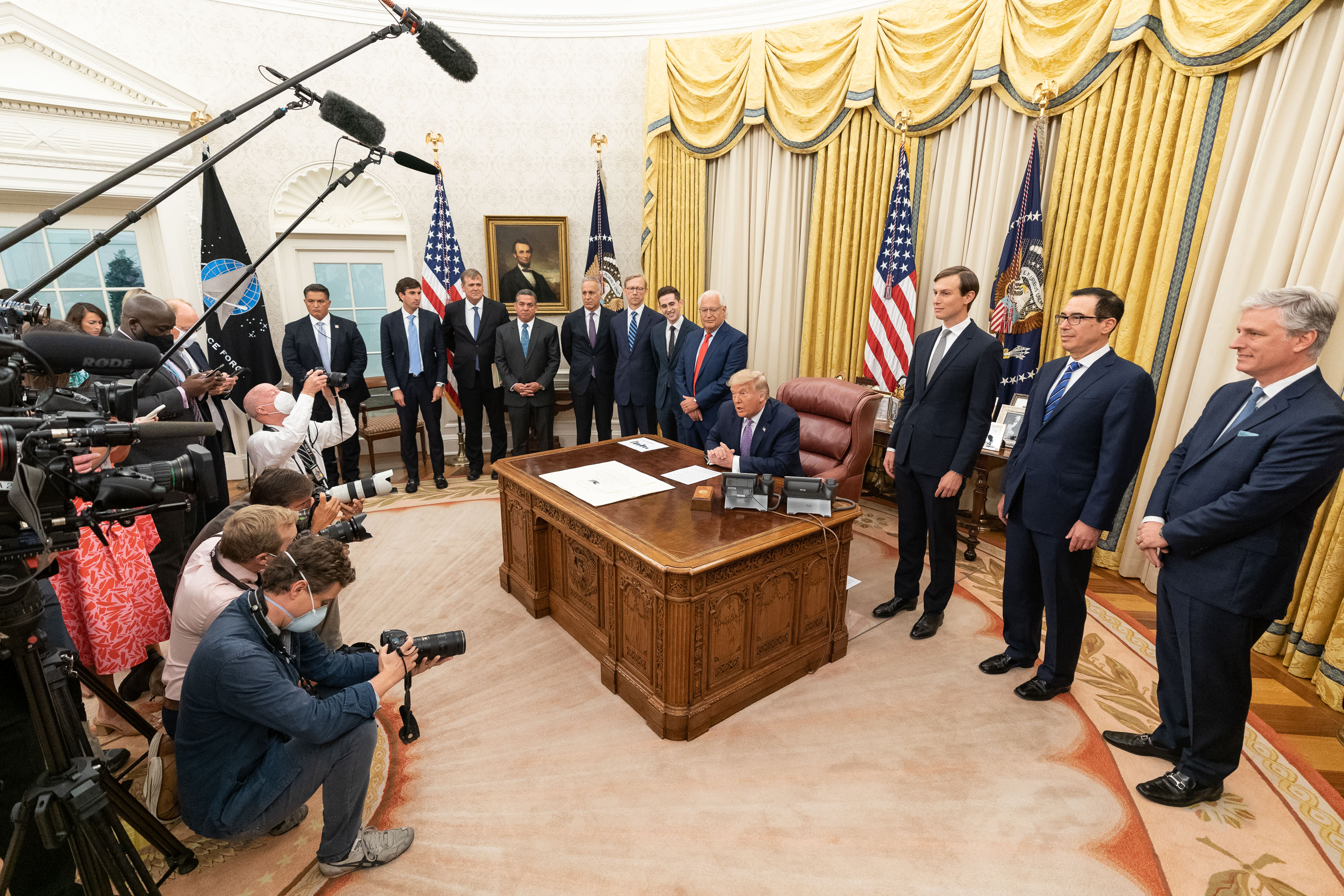
O presidente dos Estados Unidos, Donald Trump, anuncia aos meios de comunicação social a confirmação do tratado do Salão Oval na Casa Branca, em 13 de agosto de 2020

Em 13 de agosto de 2020, o Ministro de Estado das Relações Exteriores dos Emirados Árabes Unidos (EAU), Anwar Gargash, anunciou o tratado dos EAU para normalizar as relações com Israel, dizendo que seu país queria lidar com as ameaças enfrentadas pela solução de dois Estados, especificamente a anexação dos territórios palestinos e exortando os palestinos e israelitas a retornarem à mesa de negociações. Ele indicou que não acha que haverá qualquer embaixada em Jerusalém até que haja um tratado final entre palestinos e israelitas. De acordo com o presidente dos Estados Unidos, Donald Trump, e o primeiro-ministro israelita Benjamin Netanyahu, "Israel e os EAU normalizarão totalmente suas relações diplomáticas. Eles trocarão embaixadas e embaixadores e iniciarão cooperação em todos os setores e em uma ampla gama de áreas, incluindo turismo, educação, saúde, comércio e segurança."
Uma declaração conjunta emitida por Trump, Netanyahu e Zayed dizia: "Este avanço diplomático histórico promoverá a paz na região do Oriente Médio e é um testemunho da ousada diplomacia e visão dos três líderes e da coragem dos EAU e de Israel para traçar um novo caminho que irá desbloquear o grande potencial da região." Os EAU disseram que continuarão a apoiar o povo palestino e que o tratado manterá a perspectiva de uma solução de dois Estados entre Israel e Palestina. Apesar do tratado, no entanto, Netanyahu afirmou que a reivindicação de soberania de Israel ao Vale do Jordão ainda estava na agenda e apenas congelada por enquanto.
Zayed twittou que "os EAU e Israel também concordaram em cooperar e estabelecer um roteiro para o estabelecimento de uma relação bilateral."
O tratado de paz foi assinado na Casa Branca em 15 setembro de 2020.

## Reações
Egito
O presidente egípcio, Abdul Fatah Khalil Al-Sisi, saudou o tratado, dizendo que elogia os esforços das partes para "alcançar a prosperidade e a estabilização em nossa região."
Estados do Golfo Pérsico
Yousef Al Otaiba, embaixador dos Emirados Árabes Unidos nos Estados Unidos, divulgou um comunicado exaltando o tratado como "uma vitória para a diplomacia e para a região", acrescentando que "reduz as tensões e cria novas energias para mudanças positivas".
O Bahrein, o primeiro país do Golfo Árabe a comentar publicamente sobre o anúncio, deu parabéns a liderança dos Emirados Árabes Unidos (EAU) e saudou o tratado como "medidas para aumentar as chances de paz no Oriente Médio". Omã também anunciou publicamente seu apoio à decisão dos EAU de normalizar os laços com Israel. Um comunicado do Ministro de Relações Exteriores do país afirmou que é um tratado "histórico".
Estados Unidos
Kelly Craft, a embaixadora dos Estados Unidos nas Nações Unidas, comemorou o anúncio, chamando-o de "uma grande vitória" para o presidente Trump e para o mundo, dizendo que os laços diplomáticos mostram "o quanto temos fome de paz neste mundo", e como os países do Oriente Médio estão entendendo a necessidade de "permanecer firmes contra um regime que é o principal patrocinador do terrorismo" — o Irã.
Israel
O prefeito do município de Tel Aviv-Yafo, Ron Huldai, deu os parabéns ao primeiro-ministro Netanyahu pela "dupla conquista" da paz com os Emirados Árabes Unidos e arquivamento de planos para anexar partes da Cisjordânia.
O chefe do grupo de colonos israelitas Yesha, David Elhayani, acusou Netanyahu de "trair" alguns de seus apoiadores mais leais e afirmou que "ele [Netanyahu] enganou meio milhão de residentes da área e centenas de milhares de eleitores." Oded Revivi, o prefeito de Efrat, um assentamento com mais de 9 000 residentes ao sul de Jerusalém, apoiou Netanyahu argumentando que "o tratado israelita para adiar a aplicação da lei israelita nos assentamentos judeus na Judeia e Samaria é um preço justo [a pagar]."
Irã
A Agência de Notícias Tasnim do Irã disse que o tratado entre Israel e os Emirados Árabes Unidos foi "vergonhoso".
Nações Unidas
O Secretário-Geral da Organização das Nações Unidas (ONU), António Guterres, saudou "qualquer iniciativa que possa promover a paz e a segurança na região do Oriente Médio".
Palestina
Hanan Ashrawi, oficial da Organização para a Libertação da Palestina (OLP), criticou o acordo, escrevendo no Twitter que "Israel foi recompensado por não declarar abertamente o que tem feito à Palestina de forma ilegal e persistente desde o início da ocupação". O Fatah acusou os Emirados Árabes Unidos de "desprezar seus deveres nacionais, religiosos e humanitários" para com o povo palestino, enquanto o Hamas disse que foi uma "facada traiçoeira nas costas do povo palestino". O porta-voz do Hamas, Fawzi Barhoum, na Faixa de Gaza, também condenou o plano de recompensar Israel, alegando que o acordo era uma "recompensa gratuita por seus crimes e violações contra o povo palestino".
A Autoridade Nacional Palestiniana chamou de volta seu embaixador de Abu Dhabi. Netanyahu disse que "não houve mudança" em seus planos de anexar partes da Cisjordânia se fosse aprovado pelos Estados Unidos, mas acrescentou que eles estavam temporariamente suspensos.
Reino Unido
O primeiro-ministro do Reino Unido, Boris Johnson, elogiou o tratado como um caminho para alcançar a paz no Oriente Médio e também elogiou a suspensão da anexação de áreas na Cisjordânia. O ministro das Relações Exteriores, Dominic Raab, e o ministro das Relações Exteriores da França, Jean-Yves Le Drian, expressaram sentimentos semelhantes, com o primeiro acrescentando que era hora de um diálogo direto entre israelitas e palestinos, enquanto o último afirmou que isso criava uma oportunidade para retomar as negociações.

## Consequências
Em 16 de agosto de 2020, Israel e os Emirados Árabes Unidos inauguraram serviços de telefonia direta. A empresa emiradense APEX National Investment e a israelita Tera Group firmaram acordo de parceria na pesquisa da vacina da COVID-19, tornando-se o primeiro negócio firmado entre empresas das duas nações desde a normalização dos laços.